# L'erba cattiva (album)
L'erba cattiva è il primo album in studio del rapper italiano Emis Killa, pubblicato il 24 gennaio 2012 dalla Carosello Records.

## Descrizione
Anticipato il 6 gennaio dal primo singolo Cashwoman, L'erba cattiva ha esordito al quinto posto della classifica italiana degli album ed è rimasto nelle prime 35 posizioni per tutti i nove mesi successivi, raggiungendo il picco massimo del quarto posto.
Dal disco sono stati estratti anche i singoli Parole di ghiaccio, Dietro front e L'erba cattiva, oltre alla pubblicazione dei videoclip dei brani Sulla luna, Come un pitbull, Cocktailz e Il mondo dei grandi.
Nel giugno 2012 L'erba cattiva è stato certificato disco d'oro per aver raggiunto la soglia delle 30 000 copie vendute, mentre nel 2019 il singolo Parole di ghiaccio è stato certificato doppio disco di platino per aver raggiunto la soglia delle 100 000 copie vendute. Il 4 marzo 2013 l'album è stato certificato disco di platino per le oltre 60 000 copie vendute.

## Tracce
1. Sulla luna – 2:01 (testo: Giambelli – musica: Dagani)
2. Cashwoman – 2:45 (testo: Giambelli, Zanotto – musica: Dagani, Zangirolami)
3. Parole di ghiaccio – 3:43 (testo: Giambelli, Zanotto – musica: Dagani, Erba, Zangirolami)
4. Dietro front (feat. Fabri Fibra) – 3:06 (testo: Giambelli, Tarducci – musica: Dagani, Zangirolami)
5. Come un pitbull – 3:38 (testo: Giambelli – musica: Florio)
6. Ognuno per sé (feat. Gué Pequeno) – 3:09 (testo: Giambelli, Fini – musica: Dagani, Erba)
7. L'erba cattiva – 3:49 (testo: Giambelli – musica: Dagani, Erba, Zangirolami)
8. Cocktailz (feat. G. Soave & Duellz) – 3:26 (testo: Giambelli, Pignari, Soave – musica: Caruso, Dagani, Zangirolami)
9. Nice Pic – 3:05 (testo: Giambelli – musica: Giambelli, Zanotto)
10. Nei guai (feat. Tormento) – 3:10 (testo: Giambelli, Cellamaro – musica: Dagani, Zangirolami)
11. Giusto o sbagliato – 3:09 (testo: Giambelli – musica: Dagani, Erba, Zangirolami)
12. Il mondo dei grandi (feat. Marracash) – 3:46 (testo: Giambelli, Rizzo – musica: Dagani, Erba, Zangirolami)
13. Tutto quello che ho (feat. Fabio de Martino) – 4:38 (testo: Giambelli, De Martino – musica: Dagani, Lo Iacono, Zangirolami)

Bonus track
1. Il peggiore – 3:37 (testo: Giambelli – musica: Dagani, Erba)
2. Di.enne.a – 4:15 (Giambelli, Zanotto)

Gold version
1. È meglio così – 3:32
2. Chissà se – 3:32
3. Il king – 2:56
4. Più rispetto (feat. Bassi Maestro) – 3:24

## Classifiche
| Classifica (2012) | Posizione massima |
| ----------------- | ----------------- |
| Italia            | 4                 |